# Chytry Lis
Chytry Lis, właśc. Magua – postać fikcyjna, Indianin z plemienia Huronów, czarny charakter powieści Jamesa F. Coopera Ostatni Mohikanin i kilku jej ekranizacji (najnowsza to film z 1992 roku).
Jego właściwe imię brzmiało Magua, Chytry Lis był jego przydomkiem, z którego był bardzo dumny. Osią historii było porwanie przez niego dwóch białych kobiet - córek angielskiego oficera. Próbował zmusić starszą z nich - Korę do ślubu. Ta nie zgodziła się, jednak Magua postanowił ją oszczędzić ale niestety z okazji skorzystał jeden z jego wojowników i wbił nóż w pierś Cory. Chwilę później Magua zabił też Mohikanina Unkasa, po czym zginął, gdy podczas ucieczki nad przepaścią został zabity strzałem w plecy na półce skalnej przez Sokole Oko (przyjaciela ojca Unkasa i jego samego). W filmie z 1992 r. nie ginie wskutek upadku, ale zostaje zabity przez Chingachgooka (ojca Unkasa).